# Nathan P. Bryan
Nathan P. Bryan (Orange megye, 1872. április 23. – Jacksonville, 1935. augusztus 8.) az Amerikai Egyesült Államok szenátora (Florida, 1911–1917).